# لاس کینتانییاس
لاس کینتانییاس (به اسپانیایی: Las Quintanillas) یک شهرستان در اسپانیا است.